# Pfons
Pfons é um município da Áustria, situado no distrito de Innsbruck-Land, no estado do Tirol. Tem 21,69 km² de área e sua população em 2019 foi estimada em 1.221 habitantes.